# Crocus serotinus
Crocus serotinus é uma espécie vegetal pertencente à família Iridaceae.
Os seus nomes comuns são açafrão-bravo e pé-de-burro.

## Descrição
Planta de 6–12 cm, com bolbo, do qual surgem directamente várias folhas longas e finas de cor verde e 1-3 flores de curto tubo formado pelas 6 peças florais (tépalas), de cor rosa azulada, no centro das quais aparecem 3 longos estames e um estilete, dividido como uma "barba" de escassos "pêlos". Esta espécie floresce no Outono.

## Distribuição e habitat
Ocorre na Península Ibérica, em Portugal e em Castilla y León. Aparece em terrenos pedregosos e pastos.

## Subespécies
Possui 3 subespécies:

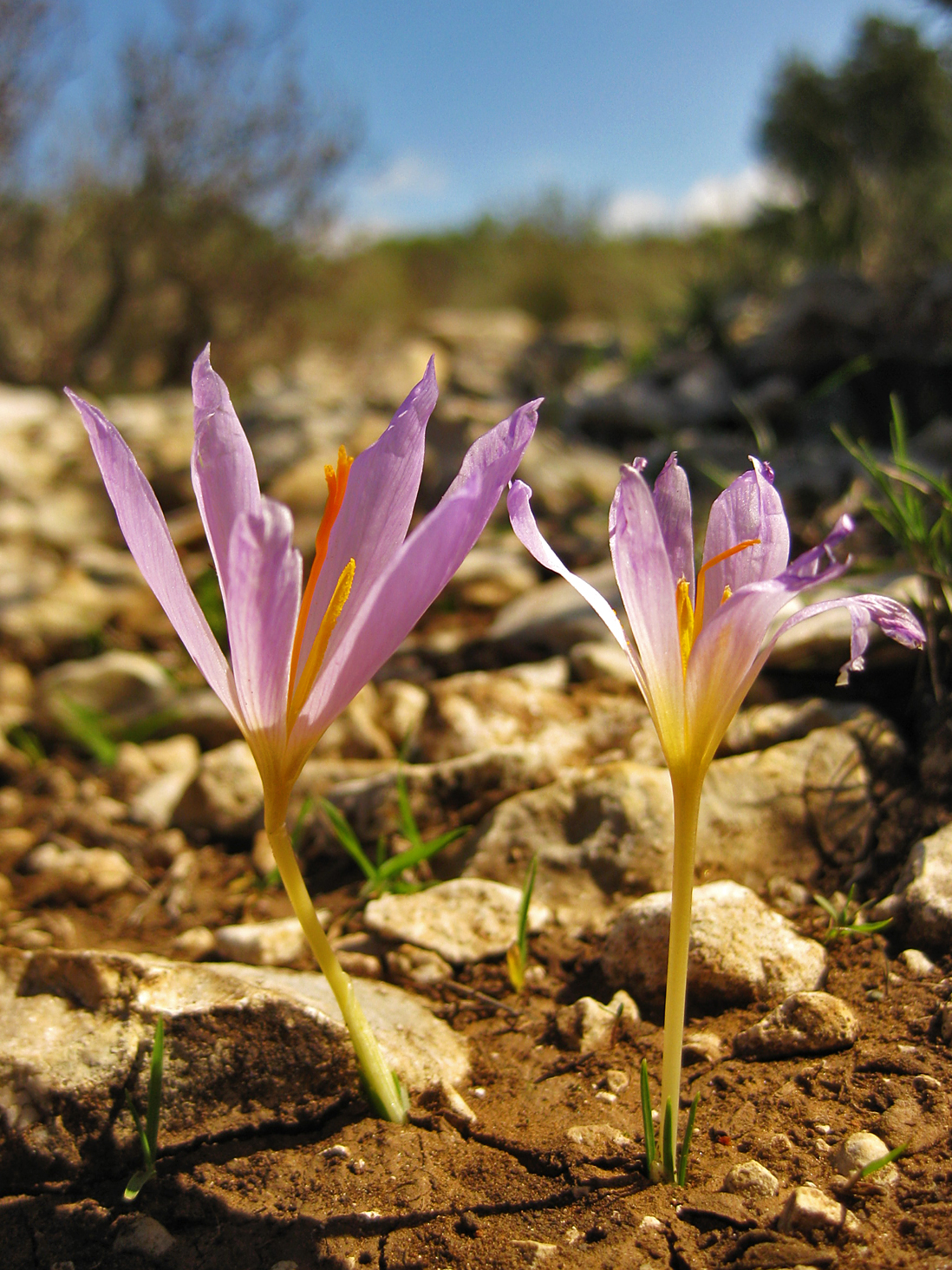
Crocus serotinus subsp. salzmannii

- Crocus serotinus subsp. serotinus:  Folhas no geral parcialmente desenvolvidas, durante o período de floração e flores de lilás pálido a azul violáceo, por vezes com nervuras mais escuras por fora e com frequência com uma garganta amarela pálida, perfumadas; tépalas de não mais de 38 mm de comprimento; túbulo do perianto curto, de 2–5 cm. Habitats rochosos e arenosos, ervaçais rochosos e pinhais abertos. Floresce no Outono. Ocorre no Centro e Sul de Portugal.
- Crocus serotinus subsp. clusii (J.Gay) B.Mathew: Possui folhas com frequência não presentes durante o período de floração, usualmente 4-7 (não 3-4). Norte e Centro de Portugal e no Noroeste e Sudoeste de Espanha.

- Crocus serotinus subsp. salzmannii (J.Gay) B.Mathew: Possui flores sem odor e 5-7 folhas; cormos por vezes estoloníferos. Flores com frequência com nervuras mais escuras por fora, cobertas por uma capa prateada; túbulo da tépala de 4–11 cm de comprimento. Floresce no Outono. Ocorre no Sul, Centro e Norte de Espanha e também em Marrocos em zonas próximas de Tânger e no Rife.[3]

## Citologia
O número de cromossomas de Crocus serotinus (Fam. Iridaceae) e táxones infraespecíficos é de 2n=22.

## Sinonímia
| - Crocus asturicus Herb. - Crocus autumnalis Brot. - Crocus clusianus Herb. - Crocus clusii J.Gay - Crocus granatensis Boiss. ex Maw | - Crocus nudiflorus Boiss., non Sm. - Crocus salzmannianus Herb. - Crocus salzmannii J.Gay - Crocus tingitanus Herb. |

## Taxonomia
A espécie foi descrita por Richard Anthony Salisbury (1761-1829) na obra Paradisus Londinensis: or Coloured Figures of Plants Cultivated in the vicinity of the Metropolis. London (Parad. lond. 1(1): t. 30. 1806) no ano de 1806.